# John G. Fuller
John Grant Fuller, Jr. (30 tháng 11 năm 1913 – 7 tháng 11 năm 1990) là một tác giả người Mỹ gốc New England của một số sách và bài báo phi hư cấu, chủ yếu tập trung vào chủ đề của người ngoài hành tinh và hiện tượng siêu nhiên. Trong nhiều năm liền, ông thường viết chuyên mục cho tờ tạp chí Saturday Review, gọi là "Trade Winds". Những cuốn sách của ông bao gồm We Almost Lost Detroit (Chúng ta gần như để mất Detroit), The Ghost of Flight 401 (Bóng ma chuyến bay 401), Incident at Exeter (Sự kiện UFO ở Exeter) và The Interrupted Journey (Chuyến đi đứt quãng).

## Sáng tác
Incident at Exeter (1966) liên quan đến một loạt các vật thể bay không xác định (UFO) được công bố rộng rãi trong và xung quanh thị trấn Exeter, New Hampshire vào mùa thu năm 1965 (xem Sự kiện UFO ở Exeter). Fuller đích thân điều tra các vụ chứng kiến và phỏng vấn nhiều nhân chứng; ông cũng tuyên bố bản thân mình đã nhìn thấy UFO trong quá trình điều tra.
The Interrupted Journey: Two Lost Hours "Aboard a Flying Saucer" (1966) kể câu chuyện về vụ bắt cóc Barney và Betty Hill. Nhà Hills là một cặp vợ chồng tuyên bố đã bị bắt cóc vào năm 1961 bởi những chủ nhân UFO ở White Mountains vùng New Hampshire trong khi trở về nhà sau kỳ nghỉ. Cuốn sách là tác phẩm đầu tiên nghiêm túc cho rằng các nhân chứng có năng lực, đáng tin cậy đã bị UFO bắt cóc để làm thí nghiệm y học và khoa học. The Interrupted Journey vẫn là một trong những cuốn sách có ảnh hưởng nhất trong lịch sử UFO và đã được tranh luận sôi nổi kể từ khi xuất bản. Giống như The Ghost of Flight 401, The Interrupted Journey cũng được chuyển thể thành phim truyền hình vào năm 1975.
Aliens in the Skies (1969) dựa trên bản sao lại từ Phiên điều trần Quốc hội ngày 29 tháng 7 năm 1968 trước Ủy ban Khoa học và Du hành Vũ trụ, nơi các chuyên gia như Carl Sagan và J. Allen Hynek ra làm chứng về khả năng của UFO.
Fuller đã viết cuốn The Great Soul Trial (1969) kể về sự biến mất của Thợ mỏ Arizona James Kidd và phiên tòa sau đó liên quan đến di nguyện của anh ta, sẽ để lại tài sản cho bất cứ ai có thể chứng minh sự tồn tại của linh hồn con người. Cuốn sách đã được xuất bản trước khi có phán quyết cuối cùng của vụ án vào năm 1971.
Arigo: Surgeon of the Rusty Knife (1974) kể về cuộc đời và khả năng chữa bệnh siêu nhiên có chủ đích của một bác sĩ phẫu thuật tâm linh ở Brasil. Một bài bình luận tệ hại trong The New York Review of Books đã dẫn đến sự bất đồng công khai giữa ông Fuller và nhà phê bình Martin Gardner. Gardner phản đối Crowell-Collier xuất bản cuốn sách Arigo của Fuller  đã rút quyền xuất bản cuốn sách của chính ông (Gardner).
Cuốn We Almost Lost Detroit (1975) đề cập đến một tai nạn nghiêm trọng tại nhà máy điện hạt nhân Fermi nằm gần Detroit. Tiêu đề cuốn sách về sau trở thành tên gọi một bài hát của Gil Scott-Heron trong album hát trực tiếp No Nukes được hòa âm phối khí bởi hãng Musicians United for Safe Energy.
The Ghost of Flight 401 (1976) dựa trên vụ tai nạn máy bay Chuyến bay 401 của hãng Eastern Air Lines vào tháng 12 năm 1972 và các sự kiện siêu nhiên được cho là xảy ra sau đó; cuối cùng nó đã được chuyển thể thành một bộ phim truyền hình nổi tiếng năm 1978.
Are The Kids All Right? (1981) tập trung vào thảm họa buổi hòa nhạc The Who tại Riverfront Coliseum ở Cincinnati vào ngày 3 tháng 12 năm 1979. Fuller cho rằng nhịp điệu thôi miên của nhạc hard rock có nghĩa là phần âm nhạc "đốt cháy và chịu trách nhiệm cho vụ bạo lực thảm khốc tại buổi hòa nhạc chưa từng có và có khả năng xảy ra thường xuyên".
Ông đã viết hai vở kịch — The Pink Elephant, được công diễn vào năm 1953 và Love Me Little, được công diễn vào năm 1958, cả hai đều ở trên sân khấu Broadway.
The Poison That Fell From the Sky (1977) nói về ngộ độc chất dioxin sau thảm họa nhà máy hóa chất ở Seveso, Ý. Khi xem xét cuốn sách của Fuller, Jeff Greenfield, nhà phê bình của tờ The New York Times, đã nhận xét rằng Fuller nổi tiếng với việc "đưa ra những câu hỏi đáng lo ngại nhất"; Fuller cũng được biết đến với khả năng kiếm được và sử dụng các tài liệu của chính phủ trong các cuộc điều tra của mình.

## Đời tư
Fuller đã kết hôn với một tiếp viên hàng không của hãng hàng không Northwest Airlines chính là nhà nghiên cứu được đề cập trong cuốn sách "Ghost of Flight 401".
Fuller chết vì ung thư phổi năm 1990.

## Tác phẩm

### Sách
- The Gentleman Conspirators: The Story of Price-Fixers in the Electrical Industry, 1962
- Incident at Exeter: The Story of Unidentified Flying Objects Over America Now, 1966
- The Interrupted Journey: Two Lost Hours "Aboard a Flying Saucer", 1966
- The Day of St. Anthony's Fire, 1968
- Aliens In The Skies - The New UFO Battle of the Scientists, 1969
- The Great Soul Trial, 1969
- 200,000,000 Guinea Pigs: New Dangers in Everyday Foods, Drugs and Cosmetics, 1972
- Fever!: The Hunt for a New Killer Virus, 1974
- Arigo: Surgeon of the Rusty Knife, 1974
- We Almost Lost Detroit, 1975
- The Ghost of Flight 401, 1976
- Poison That Fell from the Sky, 1977
- The Airmen Who Would Not Die, 1979
- Are the Kids All Right?, 1981
- The Day We Bombed Utah, 1984
- The Ghost of 29 Megacycles, 1985
- Tornado Watch Number 211, 1987

### Bài báo đáng chú ý
- "A Communication Concerning UFOs", Saturday Review, vol. 50, ngày 4 tháng 2 năm 1967, pp. 70–72
- "Flying Saucer Fiasco", Magazine Look, ngày 14 tháng 5 năm 1968, pp. 58–63
- "Aliens in the Skies: The Scientific Rebuttal to the Condon Committee Report", Putnam, 1969